# Dielegembos
Het Dielegembos (Frans: Bois de Dieleghem) is een publiek bos in de wijk Dielegem in de Belgische gemeente Jette in het Brussels Hoofdstedelijk Gewest.
De oppervlakte van het Dielegembos bedraagt negen hectare en werd door de gemeente Jette aangekocht in 1952. Samen met het Poelbos en het Laarbeekbos maakt het integraal deel uit van het gewestelijke Koning Boudewijnpark.
Het bos bevindt zich tussen de volgende straten : Jean-Joseph Crocqlaan, Bonaventurestraat, Heymboschlaan, Henri Liebrechtlaan, Jacques Swartenbroucklaan.
In het bos bevinden zich meerdere boomzones : elzen en populieren in de laaggelegen vochtige gedeeltes; beuken in de hogere, droge gedeeltes; struiken. Het bos bezit oude beuken van zo'n 200 jaar oud. Typisch voor dit bos is de overvloedige aanwezigheid van daslook die vooral rond half mei het bos een bloementapijt geeft.
Leefmilieu Brussel is verantwoordelijk voor de uitbating van het bos. Het bos is Europees beschermd als onderdeel van Natura 2000-habitatrichtlijngebied Bossen en vochtige gebieden van de Molenbeekvallei in het noordwesten van het Brussels Gewest.